# Epidendrum maxthompsonianum
Epidendrum maxthompsonianum là một loài thực vật có hoa trong họ Lan. Loài này được Hágsater & Dalström mô tả khoa học lần đầu tiên vào năm 2008.